# شحنة بولمير
شحنة بولمير في الفيزياء النظرية، التي سميت على اسم كلاوس بولمير، هي شحنة محفوظة ثابتة بموجب جبر فيراسورو أو تعميمها. ويمكن الحصول عليها من خلال توسيع المماثلات (توليد الوظائف).
فيما يتعلق بالمصفوفات الثابتة T. يعرف مجال القياس على أنه مزيج من ومرافقه.
وفقًا لمنطق الجاذبية الكمية الحلقية ونظريه الحقل الكمومي الجبري، فإن هذه الشحنات هي الكميات الفيزيائية الصحيحة التي ينبغي استخدامها للتكمية. مع ذلك، فإن هذا المنطق غير متوافق مع الأساليب القياسية والراسخة لنظرية الحقل الكمومي القائمة على نظرية فضاء فوك ونظرية الاضطراب.